# Tcholponata
Tcholponata (en kirghize : Чолпоната) ou Tcholpon-Ata (en russe : Чолпон-Ата) est une ville et une station balnéaire de la province d'Yssykköl, au Kirghizistan. Elle est située sur la rive nord du lac Issyk-Koul, à 202 km à l'est de Bichkek. Elle comptait 11 520 habitants en 2003.
En 2014, 2016 et 2018, les Jeux Mondiaux Nomades se sont déroulés à Tcholponata.

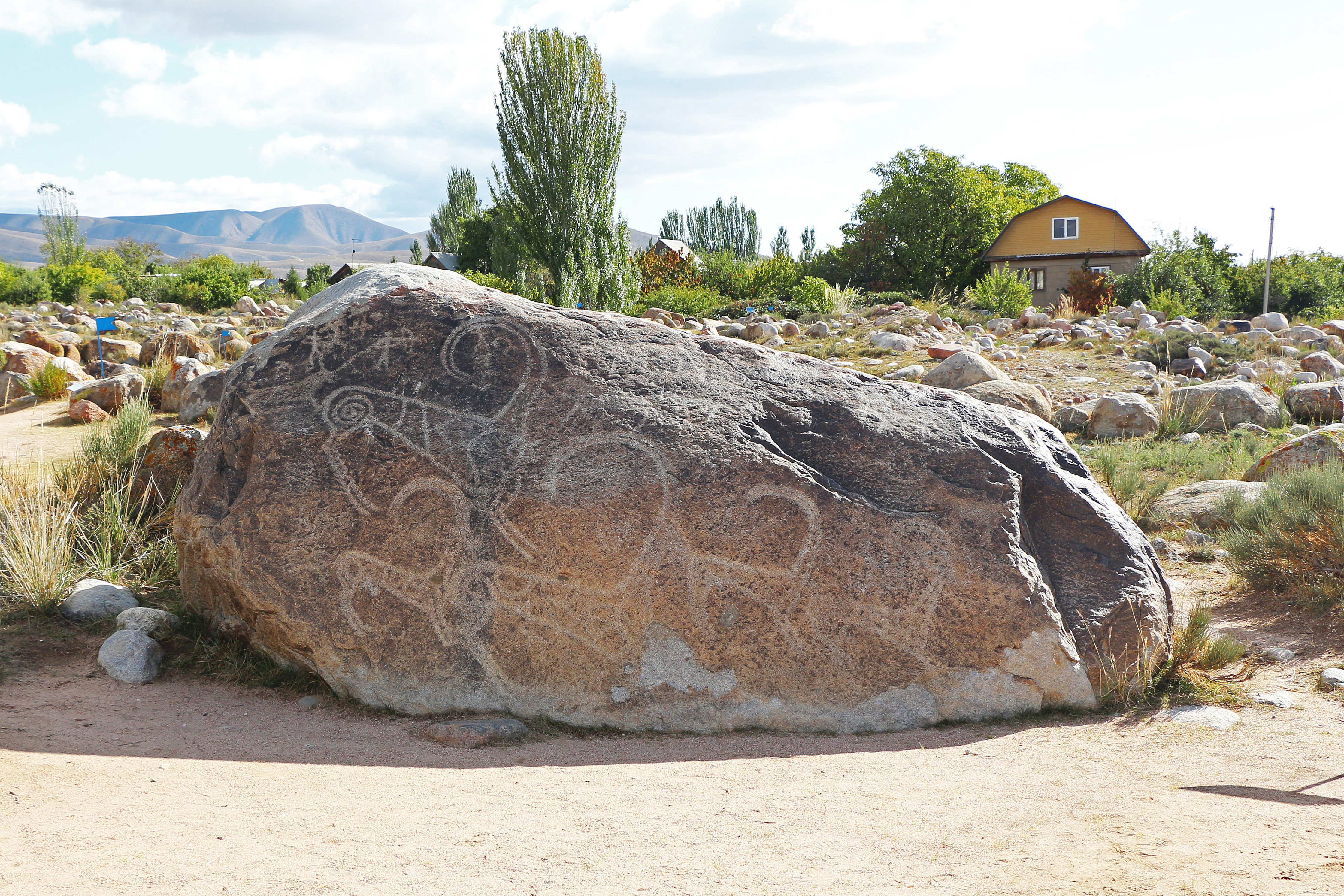
Pétroglyphe sur une pierre montrant des scènes de chasse près de Cholpon-Ata.

## Histoire
Fondée en 1922, Tcholponata a le statut de ville depuis 1975. À l'époque soviétique, elle accueillait des vacanciers provenant de toute l'Union soviétique. Depuis l'éclatement de l'URSS, les nombreux sanatoriums, hôtels et chambres d'hôtes de Tcholponata accueillent surtout des touristes du Kirghizstan, du Kazakhstan et de Ouzbékistan, faute d'investissements pour moderniser les équipements et attirer une clientèle internationale plus exigeante. L'imposant massif de Tian Shan, au sud du lac, offre un paysage impressionnant.

## Les pétroglyphes de Tcholpon-Ata
A deux kilomètres au nord de la ville se trouvent plusieurs sites avec des pétroglyphes. Ceux-ci représentent à 90 % des animaux (bouquetins, cerfs et chevaux). Quelques gravures mettent en scène des anthropomorphes, notamment dans des scènes de chasse.

Le site principal, accessible aux touristes, comporte plus d'un millier de dessins.

Ces pétroglyphes datent principalement de l'époque scythe, mais également de l'époque turque (IXe-XIIe siècle de notre ère). En outre, plusieurs pétroglyphes sont récents, représentant des avions, des voitures ou des soldats.